# Bertignat
Bertignat est une commune française, située dans le département du Puy-de-Dôme en région Auvergne-Rhône-Alpes.

## Géographie
La commune est bordée, tout au long de ses limites orientale et septentrionale, par la rivière la Dore, affluent de l'Allier.

### Lieux-dits et écarts
Babylone, le Bateau, les Batisses, Boisset, le Bost de Dore, Bourdelles, le Bourg, Boutonnargues, la Brugière, la Cambuse, le Chalet, Champandelay, le Chassagnon, le Chassaing, Chatelet, Chaussadis, les Claustres, la Collange Basse, le Champ, la Collange Haute, le Combas, le Combat, Conche, Conchette, la Côte de Sauvanis, le Bost de Dore, Dousson, Espinasse, la Faye, Flouvat, Fonlupt, le Fraisse, la Garde, la Goutte, Goutte-Clos, le Grand Bost, Grand Pré, la Grange, Lenteyras, Malfriat, Mariaux, Meaux, le Mas, la Mayoux, le Monteillhet, les Moulins, le Perrier, le Petit Bost,le Grand Bost, Pierre Grosse, Piessat, les Plaines, les Pommerettes, Pont de David (à cheval sur la commune de la Chapelle-Agnon), Pradis, le Prat, Peubrières, le Puy, Puy-Bayou, la Ravanie, la Raze, les Rochades, la Roche, le Rourre, les Sagnis, Sauvanis
|                   | Marat      | Vertolaye |
| La Chapelle-Agnon | Bertignat  | Job       |
| Grandval          | Thiolières | Ambert    |

### Climat
Pour des articles plus généraux, voir Climat d'Auvergne-Rhône-Alpes et Climat du Puy-de-Dôme.
En 2010, le climat de la commune est de type climat des marges montargnardes, selon une étude du Centre national de la recherche scientifique s'appuyant sur une série de données couvrant la période 1971-2000. En 2020, Météo-France publie une typologie des climats de la France métropolitaine dans laquelle la commune est exposée à un climat de montagne ou de marges de montagne et est dans la région climatique  Nord-est du Massif Central, caractérisée par une pluviométrie annuelle de 800 à 1 200 mm, bien répartie dans l’année. 
Pour la période 1971-2000, la température annuelle moyenne est de 9,2 °C, avec une amplitude thermique annuelle de 15,8 °C. Le cumul annuel moyen de précipitations est de 946 mm, avec 10,6 jours de précipitations en janvier et 8,1 jours en juillet. Pour la période 1991-2020, la température moyenne annuelle observée sur la station météorologique de Météo-France la plus proche, « Ambert », sur la commune d'Ambert à 9 km à vol d'oiseau, est de 10,1 °C et le cumul annuel moyen de précipitations est de 860,2 mm,. Pour l'avenir, les paramètres climatiques de la commune estimés pour 2050 selon différents scénarios d'émission de gaz à effet de serre sont consultables sur un site dédié publié par Météo-France en novembre 2022.

## Urbanisme

### Typologie
Au 1er janvier 2024, Bertignat est catégorisée commune rurale à habitat très dispersé, selon la nouvelle grille communale de densité à sept niveaux définie par l'Insee en 2022.
Elle est située hors unité urbaine. Par ailleurs la commune fait partie de l'aire d'attraction d'Ambert, dont elle est une commune de la couronne,. Cette aire, qui regroupe 29 communes, est catégorisée dans les aires de moins de 50 000 habitants,.

### Occupation des sols
L'occupation des sols de la commune, telle qu'elle ressort de la base de données européenne d’occupation biophysique des sols Corine Land Cover (CLC), est marquée par l'importance des forêts et milieux semi-naturels (59,1 % en 2018), en diminution par rapport à 1990 (61,8 %). La répartition détaillée en 2018 est la suivante : forêts (58,7 %), prairies (38 %), zones urbanisées (1,7 %), zones agricoles hétérogènes (1,2 %), milieux à végétation arbustive et/ou herbacée (0,4 %). L'évolution de l’occupation des sols de la commune et de ses infrastructures peut être observée sur les différentes représentations cartographiques du territoire : la carte de Cassini (XVIIIe siècle), la carte d'état-major (1820-1866) et les cartes ou photos aériennes de l'IGN pour la période actuelle (1950 à aujourd'hui).

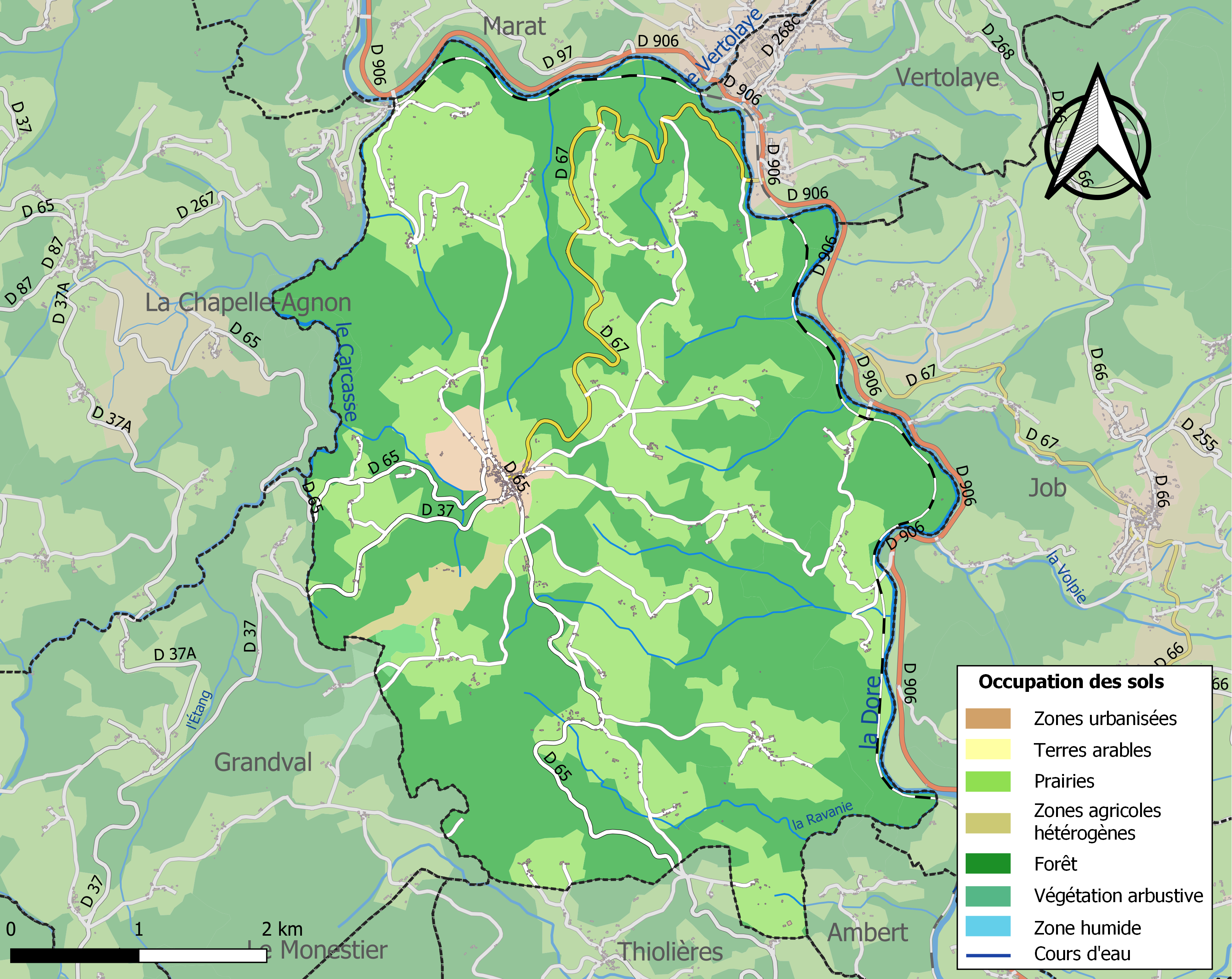
Carte des infrastructures et de l'occupation des sols de la commune en 2018 (CLC).

## Toponymie
Ce toponyme provient de l'agglutination du nom de personne gallo-romain Bertinius et du suffixe acum qui signifie la terre de Bertinius dérivé de bercius. Le « domaine de Bertinius ».
En auvergnat son nom est Bartinhat, qu'il s'agisse de l'écriture auvergnate unifiée ou de la graphie classique.

## Politique et administration

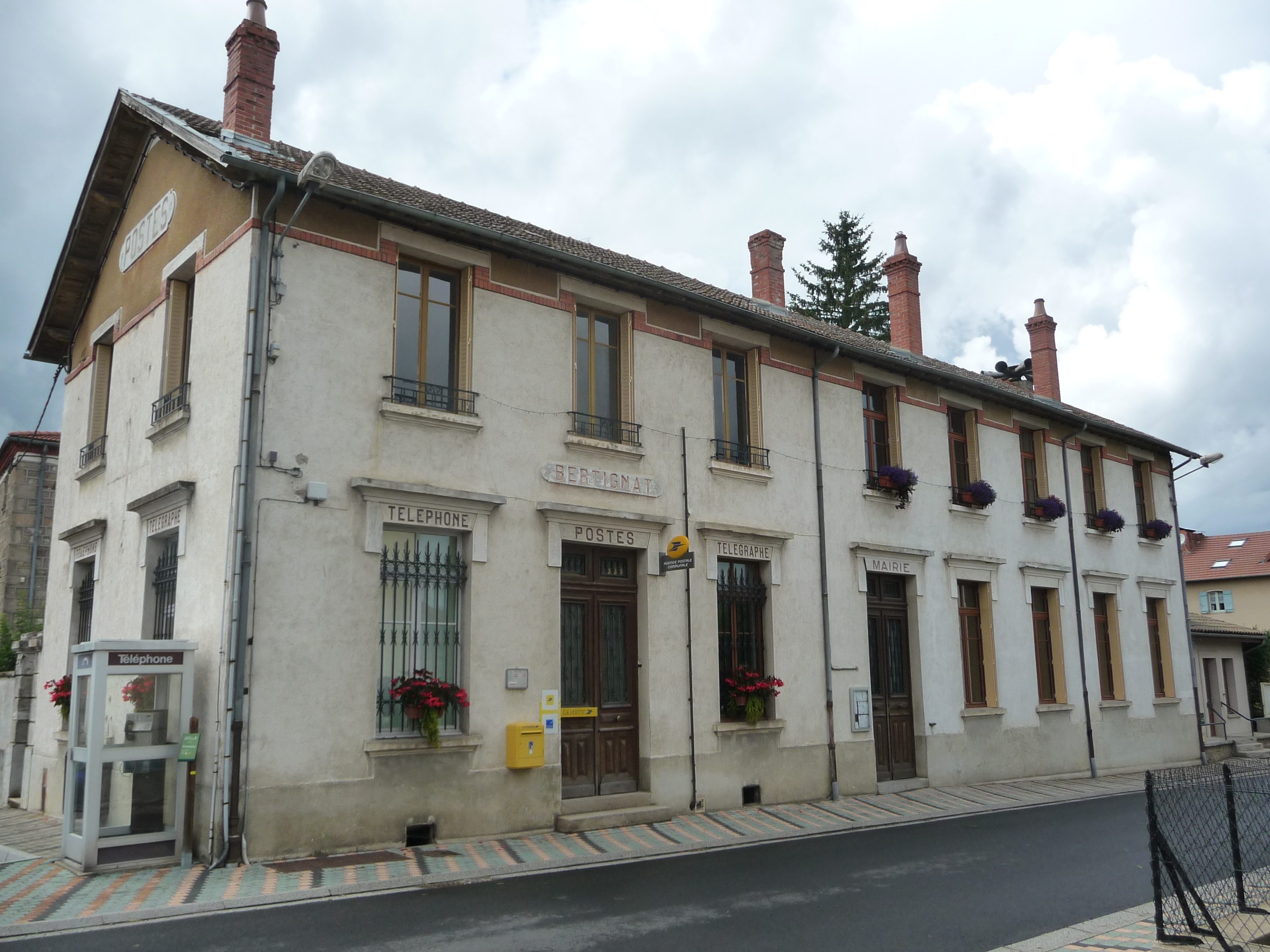
Mairie.

| Période                                  | Période                   | Identité             | Étiquette | Qualité                      |
| ---------------------------------------- | ------------------------- | -------------------- | --------- | ---------------------------- |
| Les données manquantes sont à compléter. |                           |                      |           |                              |
| 1945                                     | 1977                      | Jean-Baptiste Duclos |           |                              |
| 1977                                     | 1983                      | Eugène Gourbeyre     |           |                              |
| 1983                                     | 1989                      | René Gouttebel       |           |                              |
| 1989                                     | 2008                      | Pierre Pouget        |           |                              |
| 2008                                     | 2014                      | Claudette Imbault    |           |                              |
| 2014 (réélu en 2020)                     | En cours (au 3 août 2020) | Jacques Pouget       |           | Secrétaire Général de Mairie |

## Population et société

### Démographie

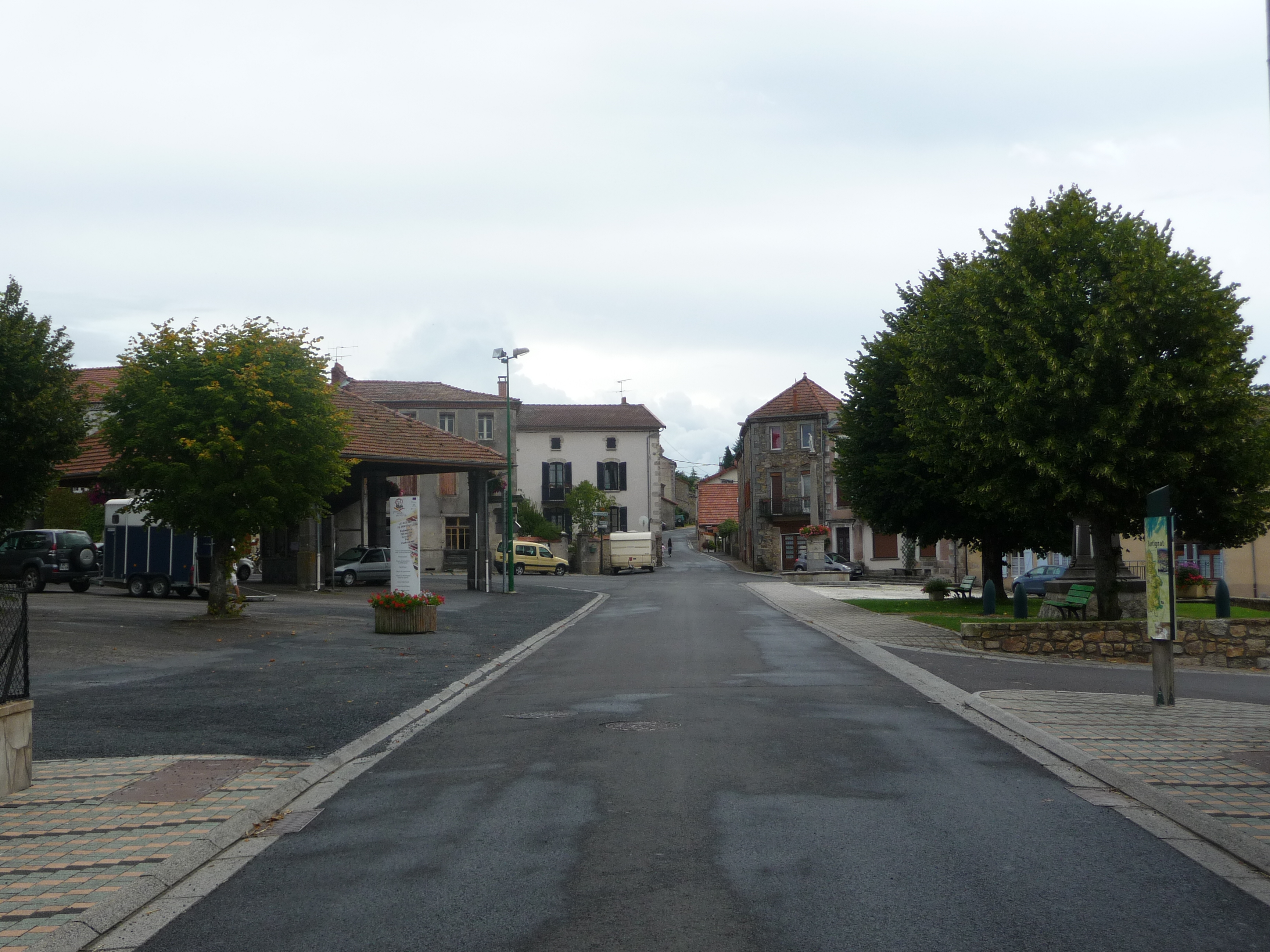
Place principale.

Les habitants de la commune sont appelés les Bertignatois et les Bertignatoises.
L'évolution du nombre d'habitants est connue à travers les recensements de la population effectués dans la commune depuis 1793. Pour les communes de moins de 10 000 habitants, une enquête de recensement portant sur toute la population est réalisée tous les cinq ans, les populations de référence des années intermédiaires étant quant à elles estimées par interpolation ou extrapolation. Pour la commune, le premier recensement exhaustif entrant dans le cadre du nouveau dispositif a été réalisé en 2008.

En 2022, la commune comptait 471 habitants, en évolution de +3,52 % par rapport à 2016 (Puy-de-Dôme : +2,1 %, France hors Mayotte : +2,11 %).
| 1793  | 1800  | 1806  | 1821  | 1831  | 1836  | 1841  | 1846  | 1851  |
| ----- | ----- | ----- | ----- | ----- | ----- | ----- | ----- | ----- |
| 1 996 | 2 014 | 2 290 | 2 467 | 2 690 | 2 934 | 3 035 | 3 008 | 2 945 |

| 1856  | 1861  | 1866  | 1872  | 1876  | 1881  | 1886  | 1891  | 1896  |
| ----- | ----- | ----- | ----- | ----- | ----- | ----- | ----- | ----- |
| 2 413 | 2 409 | 2 127 | 1 971 | 1 963 | 1 899 | 1 986 | 1 912 | 1 782 |

| 1901  | 1906  | 1911  | 1921  | 1926  | 1931  | 1936  | 1946  | 1954 |
| ----- | ----- | ----- | ----- | ----- | ----- | ----- | ----- | ---- |
| 1 707 | 1 633 | 1 527 | 1 308 | 1 248 | 1 225 | 1 201 | 1 016 | 912  |

| 1962 | 1968 | 1975 | 1982 | 1990 | 1999 | 2006 | 2008 | 2013 |
| ---- | ---- | ---- | ---- | ---- | ---- | ---- | ---- | ---- |
| 870  | 760  | 649  | 573  | 552  | 495  | 488  | 485  | 467  |

| 2018 | 2022 | - | - | - | - | - | - | - |
| ---- | ---- | - | - | - | - | - | - | - |
| 454  | 471  | - | - | - | - | - | - | - |

## Culture locale et patrimoine

### Lieux et monuments

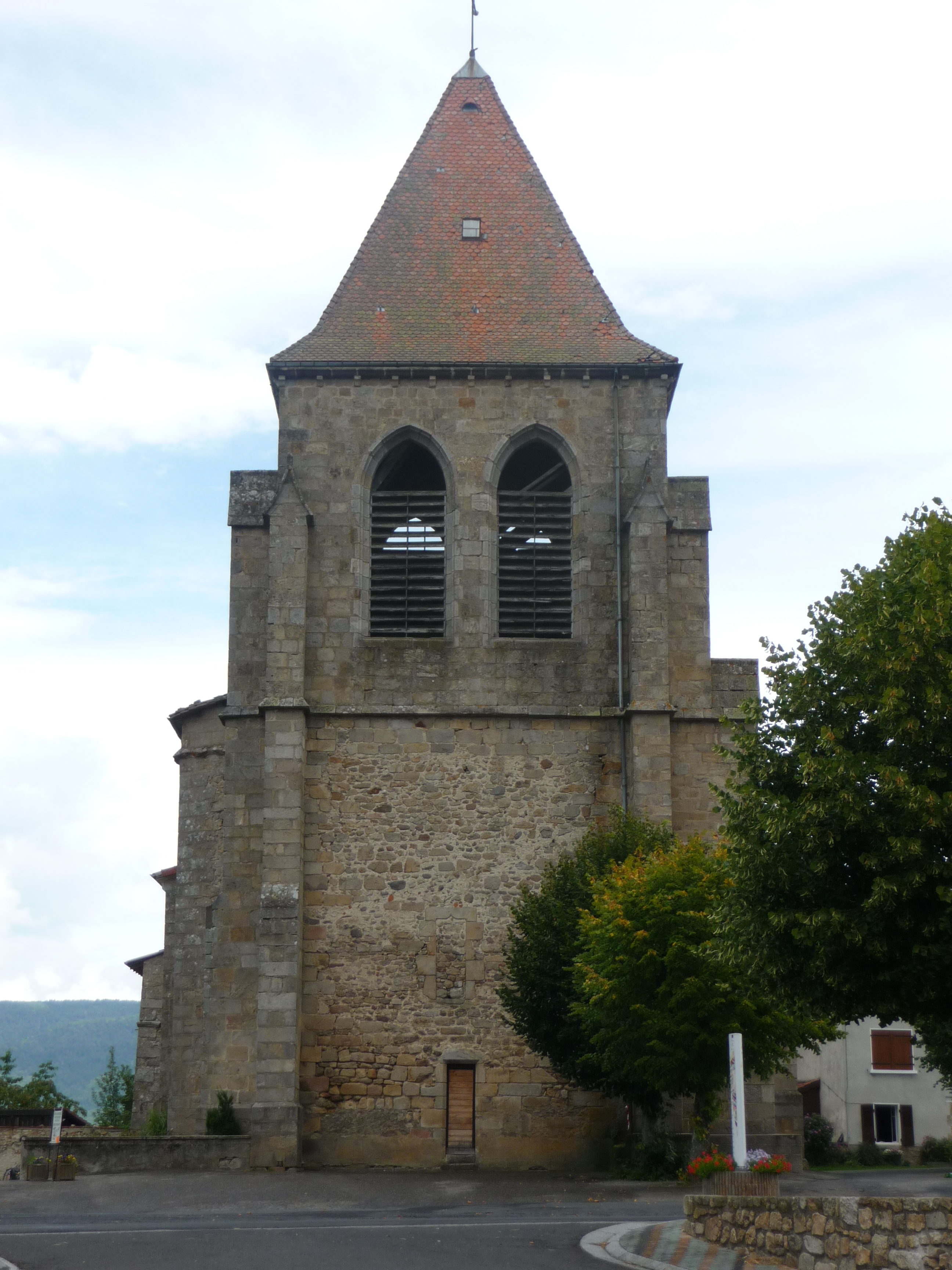
Église.

- Église Saint-Prix de Bertignat.
Inscription sur l'Inventaire supplémentaire des monuments historiques le 30 octobre 1987. Ne concerne que les parties non classées.
- Mobilier ecclésiastique annexé à l'église (ancienne croix de chemin en pierre, XVIe siècle) et niche des fonts baptismaux (pierre, 4e quart du XVe siècle).
Classement au titre des monuments historiques le 23 novembre 1964.

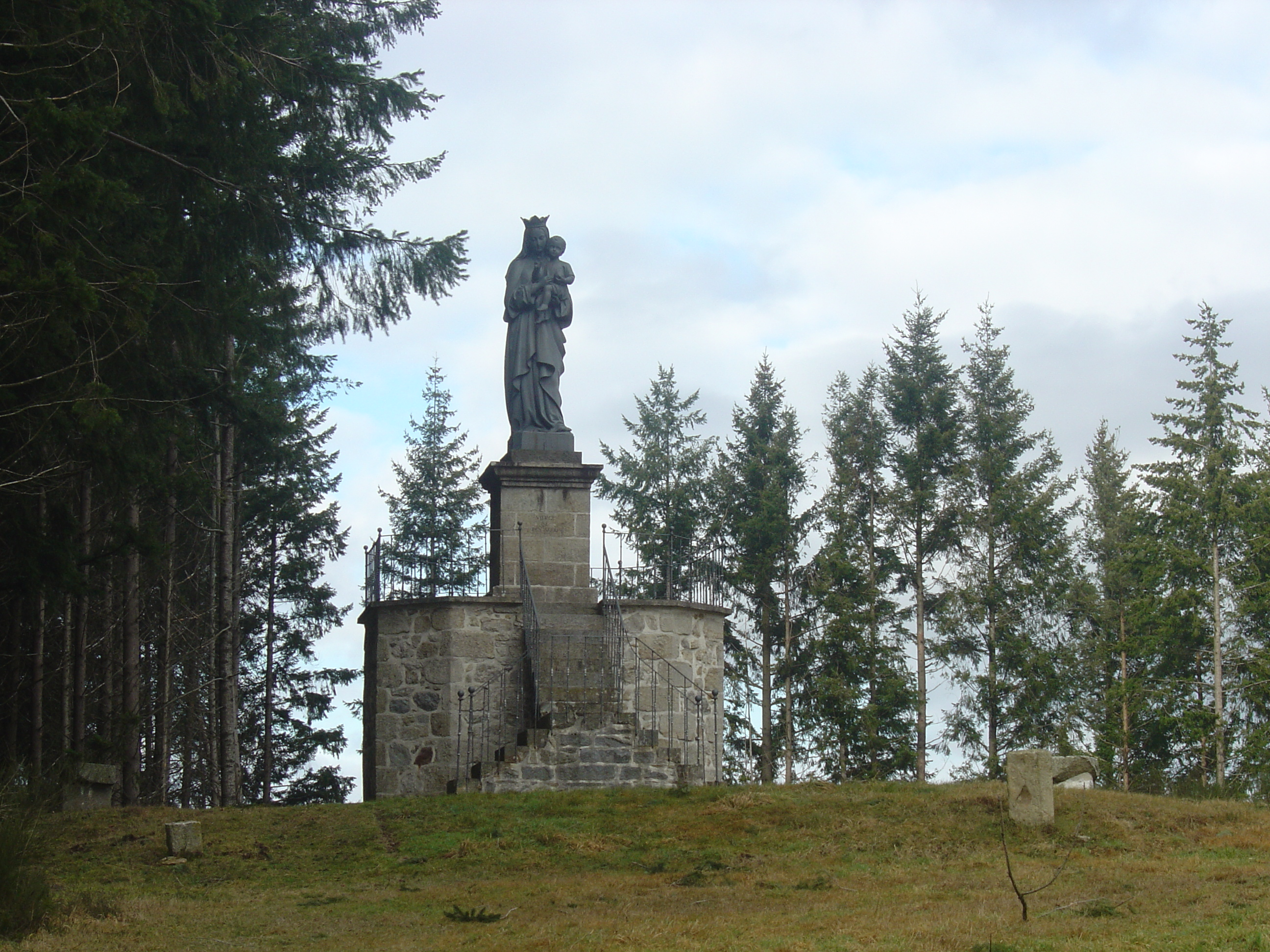
Vierge de Puy Bayou.
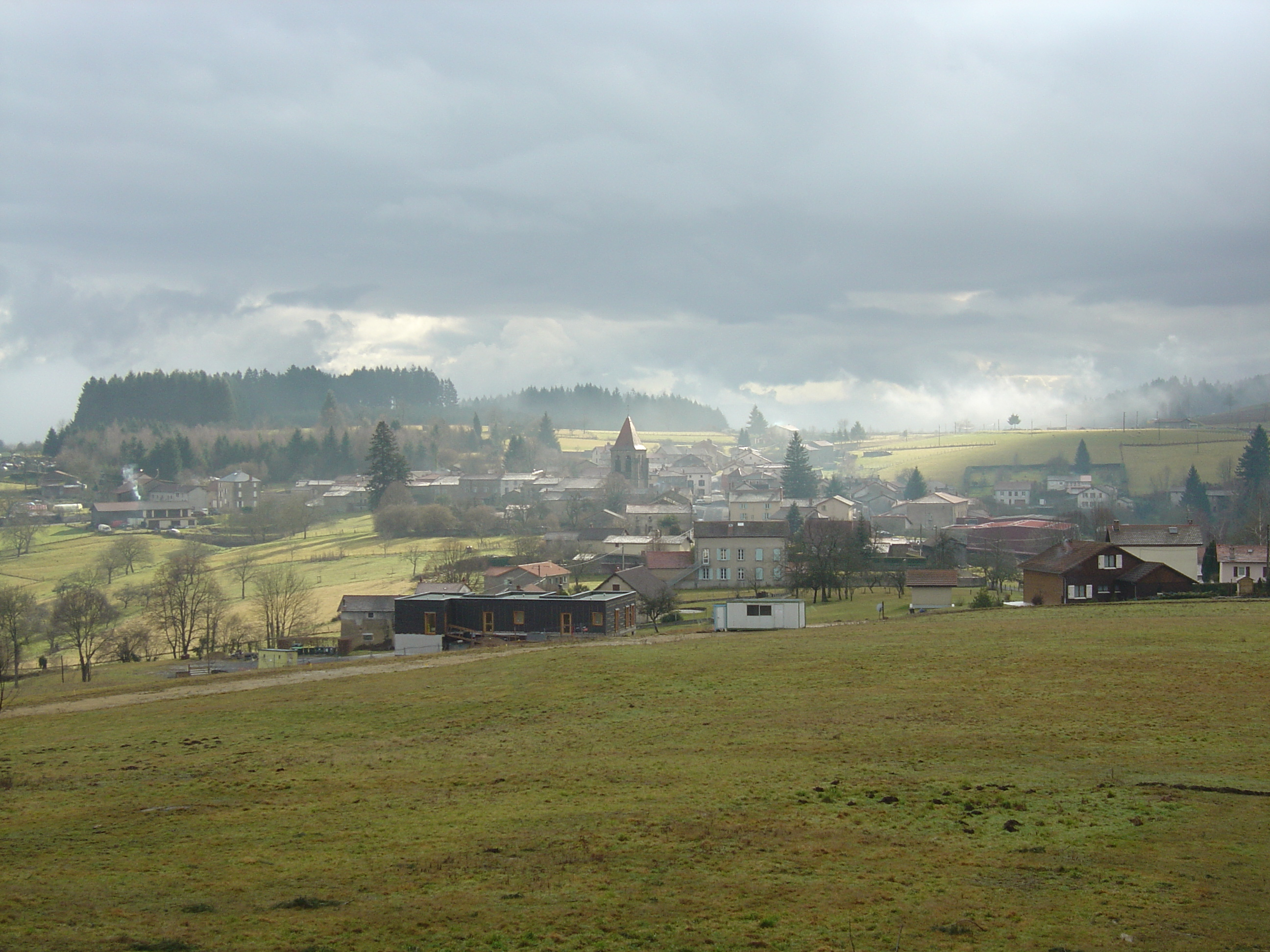
Vue générale de Bertignat depuis la Vierge de Puy Bayou.

### Patrimoine naturel
La commune de Bertignat est adhérente du parc naturel régional Livradois-Forez.